# Municipio Antonio Pinto Salinas
Antonio Pinto Salinas es uno de los municipios del estado Mérida, es un importante centro de producción cafetalera y además posee una naciente industria de turismo. La capital del municipio es la ciudad de Santa Cruz de Mora. El municipio se encuentra ubicado al suroeste del estado Mérida con una extensión de 392 km² ubicados en la cuenca del río Mocotíes.
Está compuesto por 38 aldeas, entre las cuales se encuentran Santa Marta, Guayabal, El Castillo, San Isidro, Cuchilla de Las Huacas, Mesa de las Palmas, Paiva, La Macana, Quebraditas Trinidad San Pedro, El Portón entre otras. Al municipio lo agrupan 3 parroquias: Mesa de las Palmas, Mesa Bolívar y Santa Cruz de Mora.'

## Historia
Para el 14 de diciembre de 2017, el alcalde electo Edgar Márquez se juramentó ante la Asamblea Nacional Constituyente.

## Población
| Parroquia         | Capital            | Población 2003 |
| ----------------- | ------------------ | -------------- |
| Municipio capital | Santa Cruz de Mora | 17.551         |
| Mesa Bolívar      | Mesa Bolívar       | 6.225          |
| Mesa las Palmas   | Mesa Las Palmas    | 3.999          |

## División político-territorial
El municipio Antonio Pinto Salinas, conforme al Decreto de la Asamblea Legislativa del Estado Mérida del 15 de enero de 1992, se encuentra dividido en tres parroquias civiles:
- Santa Cruz de Mora (capital del municipio)
- Mesa Bolívar
- Mesa de Las Palmas

Además, su territorio comprende un total de 38 aldeas, distribuidas a lo largo de su geografía montañosa, las cuales constituyen núcleos rurales fundamentales para la vida económica, cultural y social del municipio.
Entre las Aldeas y comunidades más importantes se destacan:

### Parroquia Santa Cruz Mora
- Bocadillos de Trinidad
- Cuchilla de Huacas
- El Bordo
- El Guayabal
- El Portón
- La Asunción
- La Macana
- Los Amogres
- Los Pozuelos
- Los Ranchos
- Mesa de La Vieja
- Monte Frío
- Paiva
- Paramito
- Quebrada Negra
- Quebraditas de la Azulita
- Quebraditas de Trinidad
- Santa Marta
- San Isidro
- San Pedro
- Vega de San Isidro
- Mesa de San Jose
- El Maporal
- Mesa del Guamo
- San Rafael del Guayabal
- Mesa de San Isidro
- Mijagual

### Parroquia Mesa Bolívar
- El Castillo
- Bolero (Bajo y Alto)
- La Providencia
- Los Algarrobos
- San Buenaventura
- San José

### Parroquia Mesa de Las Palmas
- Campo Alegre
- Ranchería
- San Felipe
- San José de Campo Alegre

## Localización Geográfica

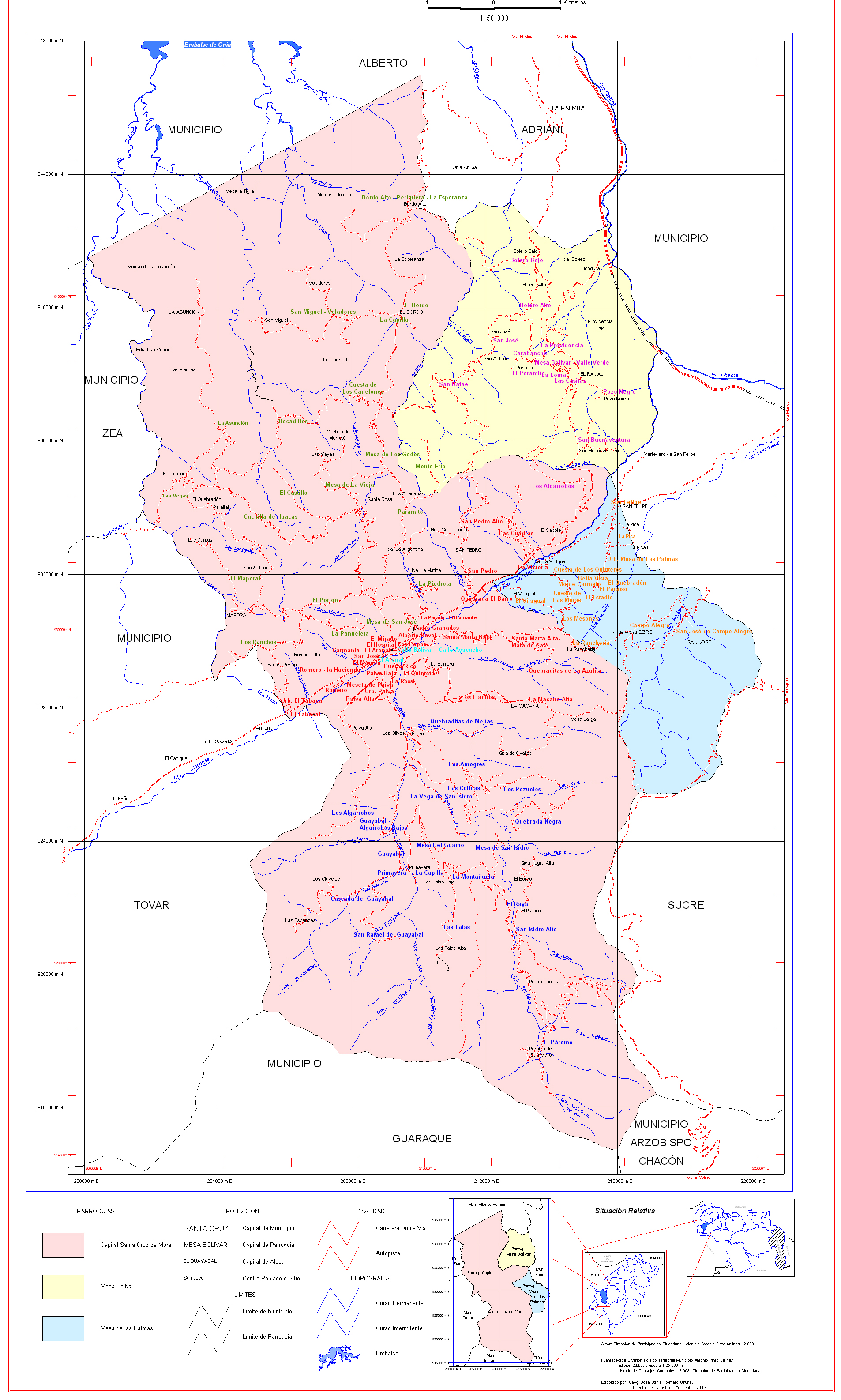

- Norte: Con el Municipio Alberto Adriani, partiendo de la confluencia del Río Culegria con el Caño Gómez en línea recta, en dirección noreste, hasta el alto de Paragüito donde nace Caño Bonito.

- Este: Los municipios Alberto Adriani y municipio Sucre, partiendo desde el alto de Paragüito, continúa en dirección sur por la fila del cerro Paragüito, hasta encontrar el alto de Onia Arriba, donde nace la quebrada Paragüito. Desde este punto aguas abajo por dicha quebrada, hasta su confluencia con el río Onia y de allí en línea recta, en dirección sureste hasta la Peña de Bolero y bajando por el zanjón de Bolero hasta encontrar su boca en el río Chama. Continúa aguas arriba por este río hasta su confluencia con el río Mocotíes y de allí por este último, hasta la boca de la quebrada que desciende por el norte de la aldea los Algarrobos. Desde este punto sigue en línea recta hasta la unión de la quebrada el Quebradón con la quebrada San José y por esta última, aguas arriba buscando la fila del Páramo de Tusta, la fila de Las Labranzas, el páramo Monte Frío, el páramo La Laguna hasta la parte más alta del páramo El Molino.

- Sur: Los municipios Arzobispo Chacón y municipio Guaraque, desde el punto mencionado en el páramo El Molino continúa por una fila en dirección suroeste hasta el cerro El Picacho. Luego en dirección noroeste toma la cresta del páramo Río Negro hasta un punto al noroeste del cerro El Palmar donde tiene sus nacientes la quebrada El Guayabal.

- Oeste: Los municipios Tovar y municipio Zea, tomando la fila que se desprende desde el punto mencionado en el páramo Río Negro en dirección noreste y siguiendo la Teta del Diablo y el páramo de Paiva, hasta el nacimiento de la quebrada Paiva y aguas abajo por esta hasta su convergencia con el río Mocotíes. Continúa aguas arriba por dicho río hasta la boca de la quebrada Tabacal y subiendo por estas hasta su nacimiento y desde allí busca el nacimiento de la quebrada Maporal. Sigue aguas abajo por esta hasta su confluencia con el río Culegría y bajando por el curso de las aguas de este último, llega hasta la boca del caño Gómez, donde comienza el lindero Norte.

## Límites de la Parroquia Mesa Bolívar
- Norte: El municipio Alberto Adriani, en sus límites generales con el Municipio Antonio Pinto Salinas, desde el alto de Paragüito hasta la boca de la quebrada La Honda en el río Chama.

- Este: El municipio Sucre, en sus límites generales con el Municipio Antonio Pinto Salinas, desde el punto mencionado en el río Chama, hasta la confluencia de la quebrada que baja de Los Algarrobos con el Río Mocotíes.

- Sur: Partiendo desde el punto señalado en el río Mocotíes, aguas arriba por el mismo, hasta encontrar el llamado Callejón Seco, y por este hasta el alto de Los Algarrobos. Desde allí por la fila del cerro Monte Frío hasta su mayor altitud.

al alto de Onia Arriba, y por la fila del cerro Paragüito.
- Oeste: Desde la mayor altitud del cerro Monte Frío, sigue el curso del río Onia hasta la boca de la quebrada La Esperanza y desde allí toma la fila en dirección noreste hasta llegar norte.

## Límites de la Parroquia Mesa de Las Palmas
- Norte: Desde la desembocadura de la Quebrada de Santa Marta o Vijagual en el río Mocotíes, frente a la carretera trasandina, se sigue esta misma carretera hacia Estanques. Después de pasar por la encrucijada de La Victoria, se llega hasta la boca de la quebrada que desciende por el norte de La Aldea Los Algarrobos, en el mismo río Mocotíes.

- Este: los límites del Municipio Antonio Pinto Salinas, con el Municipio Sucre desde la desembocadura de la quebrada que baja por el norte de la aldea Los Algarrobos, en línea recta la confluencia de la quebrada El Quebradón con la quebrada San José y, siguiendo por esta última quebrada, Por el Este: Los límites del Municipio Antonio Pinto Salinas con el Municipio Sucre, desde la aguas arriba, hasta la fila del Páramo de Tusta y la fila de Las Labranzas, hasta el Páramo Monte Frío, en donde nace la Quebrada Negra.

- Sur-Oeste: Desde el nacimiento de la Quebrada Negra en dirección norte, siguiendo la fila del Páramo Las Porqueras, hasta el nacimiento de la quebrada La Azulita, continuando en línea recta hasta encontrar la carretera que une La Ranchería con Santa Cruz de Mora, en el sitio denominado la "Y" donde nace la quebrada Santa Marta o Vijagual, descendiendo por esta agua hasta la confluencia con el río Mocotíes, punto de partida del límite norte.

## Política y gobierno

### Alcaldes
| Período     | Alcalde                | Partido político / Alianza | % de votos | Notas |
| ----------- | ---------------------- | -------------------------- | ---------- | --- |
| 1989 - 1992 | Edgar Márquez Castro   |                            | 51,66      | Primer alcalde bajo elecciones directas |
| 1992 - 1995 | Jorge Aponcio Guerrero |                            | 49,47      | Segundo alcalde bajo elecciones directas |
| 1995 - 2000 | Edgar Marquez Castro   |                            | -          | Tercer alcalde bajo eleeciones directas (se realizaron elecciones generales adelantadas en el 2000 debido a la aprobación de la Constitución de 1999) |
| 2000 - 2004 | Alexis Rodríguez       |                            | 50,64      | Cuarto alcalde bajo elecciones directas |
| 2004 - 2008 | Alexis Rodríguez       |                            | 54,70      | Reelecto |
| 2008 - 2013 | Oscar Garrido          |                            | 53,34      | Quinto alcalde bajo elecciones directas (se postergan 1 año las elecciones municipales pautadas para finales del 2012)                                |
| 2013 - 2017 | Oscar Garrido          |                            | 50,89      | Reelecto |
| 2017 - 2021 | Edgar Marquez Castro   |                            | 55,74      | Sexto alcalde bajo elecciones directas |
| 2021 - 2025 | Eduar Rojas            |                            | 43,91      | Séptimo alcalde bajo elecciones directas |

### Concejo municipal
Período 1989 - 1992
| Concejales:            | Partido político / Alianza |
| ---------------------- | -------------------------- |
| Magally Ramírez Torres | COPEI                      |
| Alcedo Zerpa Fernández | COPEI                      |
| Oscar Jaime Rondón     | COPEI                      |
| Rafael Emilio Camacho  | COPEI                      |
| Nancy Vielma           | AD                         |
| Alirio Rondón Márquez  | AD                         |
| Simón Guillen          | AD                         |

Período 1992 - 1995
| Concejales:            | Partido político / Alianza |
| ---------------------- | -------------------------- |
| Magally Ramírez Torres | COPEI                      |
| Rafael Emilio Camacho  | COPEI                      |
| Alcedo Zerpa Fernández | COPEI                      |
| Oscar Jaime Rondón     | COPEI                      |
| Nancy Vielma           | AD                         |
| Aleida Aponcio         | AD                         |
| Simón Serrano          | AD                         |

Período 1995 - 2000
| Concejales:         | Partido político / Alianza |
| ------------------- | -------------------------- |
| Eleuterio Contreras | COPEI                      |
| Jesus Morales       | COPEI                      |
| Angela Marquéz      | COPEI                      |
| Ramon Quintero      | COPEI                      |
| Honorio Merchán     | AD                         |
| Aleida Aponcio      | AD                         |
| Simon Guillén       | AD                         |

Período 2000 - 2005
| Concejales        | Partido político / Alianza |
| ----------------- | -------------------------- |
| Samuel Fernandez  | MVR                        |
| Alberto Fernandez | MVR                        |
| Alexis Uscategui  | MVR                        |
| Edgar Hernandez   | MVR                        |
| Luis Chacon       | MVR                        |
| Giovanni Araque   | COPEI                      |
| Simon Guillén     | AD                         |

Período 2005 - 2013
| Concejales      | Partido político / Alianza |
| --------------- | -------------------------- |
| Jesus Parra     | MVR                        |
| Heiza Vergara   | MVR                        |
| Edgar Hernandez | MVR                        |
| Tereza Moreno   | MVR                        |
| Gonzalo Mora    | MVR                        |
| Oscar Garrido   | MVR                        |
| Simon Guillén   | AD                         |

Período 2013 - 2018:
| Concejales        | Partido político / Alianza |
| ----------------- | -------------------------- |
| Jesús Parra       | PSUV                       |
| Vilma García      | PSUV                       |
| Leonardo García   | PSUV                       |
| Carlos Cormenares | PSUV                       |
| Ignacio Mercado   | PSUV                       |
| Norma Nava        | PSUV                       |
| Maribel Rojas     | COPEI/MUD                  |

Período 2018 - 2021:
| Concejales       | Partido político / Alianza |
| ---------------- | -------------------------- |
| Gustavo Páez     | COPEI                      |
| Omaira Morales   | COPEI                      |
| Renzo Márquez    | COPEI                      |
| Yaneth Márquez   | COPEI                      |
| Henrri Contreras | COPEI                      |
| Javier Dávila    | PSUV                       |
| Leonardo García  | PSUV                       |

Período 2021 - 2025
| Concejales     | Partido político / Alianza |
| -------------- | -------------------------- |
| Diego Altuve   | PSUV                       |
| Anyela Márquez | PSUV                       |
| José Rosales   | PSUV                       |
| José Molina    | PSUV                       |
| Deisy Salazar  | PSUV                       |
| Carlos Altuve  | UP                         |
| Jose Rondón    | COPEI                      |